# آنجلیکا روئش
 آنجلیکا روئش (آلمانی: Angelika Roesch؛ زادهٔ ۸ ژوئن ۱۹۷۷) یک تنیس‌باز اهل آلمان است. 